# تيد 2
تيد 2 (بالإنجليزية: Ted 2)‏ هو فيلم كوميدي تم إنتاجه في الولايات المتحدة وصدر في سنة 2015. الفيلم من إخراج سيث ماكفارلن وكتابة سيث ماكفارلن. من بطولة مارك والبيرغ وسيث ماكفارلن وأماندا سيفريد وجيوفاني ريبيسي وجون سلاتري.

## القصة
يبدأ تيد الدمية القصة بتعثر علاقته العاطفية مع زوجته، وعندها يحصل على نصيحة بالحصول على طفل. ومع عدم إمكانية تيد إخراج مني لعدم وجود قضيب لديه. فتبدأ مغامرته مع صديقه المُقرب جون (مارك والبيرغ) للحصول على السائل المنوي. ومع تَعثُر إمكانية حصوله على السائل، تبدأ فكرة جديدة بتبني طفل، لكن حينها تواجهه مُشكلة عدم الاعتراف به كبشري واعتباره دُمية. ثم يَخرج قرار بعَدم الاعتراف بزواجِه ليبدأ معركتُهُ في المحاكِم لإثبات أنه بشري مع وجود أعداء له يريدون إثبات أنه مُلكِية خاصة بهدف سرقته واستنساخ ألعاب شبيهة به لتحقيق أرباح كبيرة.
فشل تيد بالحصول على اعتراف بأنه بشري في المحاكم وأصبح ملكية خاصة لتتدهور حالتُه النفسية، وتبدأ عملية مُدبرة لسرقته لكنه ينجح مع صديقه جون من الإفلات من السرقة واعتقال السارق. وبالنهاية بتم الاعتراف به كبشري ويحقق أحلامُه.

## الميزانية والإيرادات
بلغت تكلفة إنتاج الفيلم حوالي 68 مليون دولار بينما حقق أرباحاً تقدر بـ 153.9 مليون دولار.

## وصلات خارجية
- تيد 2 على موقع IMDb (الإنجليزية)
- تيد 2 على موقع ميتاكريتيك (الإنجليزية)
- تيد 2 على موقع الموسوعة البريطانية (الإنجليزية)
- تيد 2 على موقع روتن توميتوز (الإنجليزية)
- تيد 2 على موقع نتفليكس (الإنجليزية)
- تيد 2 على موقع قاعدة بيانات الأفلام العربية
- تيد 2 على موقع ألو سيني (الفرنسية)
- تيد 2 على موقع Turner Classic Movies (الإنجليزية)
- تيد 2 على موقع أول موفي (الإنجليزية)
- تيد 2 على موقع بوكس أوفيس موجو (الإنجليزية)